# Мициньский, Тадеуш
Тадеуш Мициньский (пол. Tadeusz Miciński, 9 ноября 1873, Лодзь — февраль 1918, под Чериковом, Белоруссия) — польский поэт, драматург, прозаик, публицист, переводчик.

## Биография
Изучал историю и философию в Краковском университете, затем в Берлине, познакомился там с Пшибышевским. Увлекся сатанизмом, оккультными науками. Путешествовал по Испании (1897—1898), заинтересовался испанской мистикой, живописью Гойи, драматической поэзией Кальдерона. Входил в группу «Молодая Польша». Дружил с Станиславом Виткевичем, который посвятил ему роман «Ненасытимость» (опубл. 1930), и с К. Шимановским, последний писал музыку на стихи и пьесы Мициньского.
Участник Первой мировой войны. В этот период бывал в Москве и Петербурге, участвовал в работе Московского религиозно-философского общества (его выступление упоминает Вячеслав Иванов в эссе «Польский мессианизм, как живая сила». Развивал идеи панславизма, выступал с резких антигерманских позиций. Погиб при неясных обстоятельствах; по одной из версий, его убили взбунтовавшиеся крестьяне.

## Творчество
Его поэзия и проза отмечена сильнейшими мессианскими мотивами. Переводил произведения Руми, Святой Тересы, армянских поэтов.

## Образ в искусстве
Представлен в драме Станислава Выспяньского «Освобождение» (1903), в повести Виткация «622 падения Бунга» (1911).

## Память
Именем Мициньского названа улица в Лодзи.

## Произведения
- Łazarze (1896), поэма
- Nauczycielka (1896), новелла
- W mroku gwiazd (1902), книга стихов
- Kniaź Patiomkin (1906), драма
- Do źródeł duszy polskiej (1906), сборник публицистики
- W mrokach złotego pałacu, czyli Bazylissa Teofanu (1909), драма
- Nietota. Księga tajemna Tatr (1910), роман
- Walka o Chrystusa (1911), книга публицистики
- Dęby czarnobylskie (1911), книга рассказов
- Xiądz Faust (1913), повесть
- Wita (1926), повесть